# Segunda División de Chile 1984
El Campeonato Nacional de Fútbol de Segunda División de 1984 fue el 33° torneo disputado de la segunda categoría del fútbol profesional chileno, con la participación de 18 equipos divididos en dos grupos de 9 equipos.
El torneo se jugó en dos ruedas con un sistema de todos-contra-todos.
Se disputó un torneo corto en fechas con la finalidad de arreglar el desfase producido en el torneo de 1983.
El campeón del torneo fue Unión La Calera, que consiguió el ascenso a Primera División, junto al subcampeón Deportes Concepción.

## Movimientos divisionales
| Pos | a Primera División 1984 |
| --- | ----------------------- |
| 1º  | Cobresal (Campeón)      |
| 2º  | San Luis de Quillota    |
| 3º  | Deportes La Serena      |
| 4º  | Coquimbo Unido          |

| Pos | desde Tercera División de Chile 1983 |
| --- | ------------------------------------ |
| 1º  | Súper Lo Miranda (Campeón)           |
| 2º  | Iván Mayo                            |

| Pos | Descendido a Tercera División de Chile 1984 |
| --- | ------------------------------------------- |
| 1º  | Deportes Colchagua                          |
| 2º  | Santiago Morning                            |
| 3º  | Ñuble Unido                                 |
| 4º  | San Antonio Unido                           |

## Equipos participantes
| Equipo                | Ciudad                     |
| --------------------- | -------------------------- |
| Curicó Unido          | Curicó                     |
| Deportes Concepción   | Concepción                 |
| Deportes Laja         | Laja                       |
| Deportes Linares      | Linares                    |
| Deportes Ovalle       | Ovalle                     |
| Deportes Puerto Montt | Puerto Montt               |
| Deportes Valdivia     | Valdivia                   |
| Deportes Victoria     | Victoria                   |
| General Velásquez     | San Vicente de Tagua Tagua |
| Iberia                | Los Ángeles                |
| Iván Mayo             | Villa Alemana              |
| Lota Schwager         | Coronel                    |
| Malleco Unido         | Angol                      |
| Provincial Osorno     | Osorno                     |
| Quintero Unido        | Quintero                   |
| Súper Lo Miranda      | Doñihue                    |
| Unión La Calera       | La Calera                  |
| Unión Santa Cruz      | Santa Cruz                 |

## Tablas finales

### Zona Norte
| Pos | Equipo            | PJ | PG | PE | PP | GF | GC | Dif | Pts |
| --- | ----------------- | -- | -- | -- | -- | -- | -- | --- | --- |
| 1   | Unión Santa Cruz  | 16 | 9  | 2  | 5  | 20 | 16 | 4   | 20  |
| 2   | Unión La Calera   | 16 | 7  | 5  | 4  | 24 | 18 | 6   | 19  |
| 3   | Curicó Unido      | 16 | 7  | 4  | 5  | 29 | 22 | 7   | 18  |
| 4   | Super Lo Miranda  | 16 | 7  | 3  | 6  | 23 | 19 | 4   | 17  |
| 5   | Deportes Ovalle   | 16 | 5  | 6  | 5  | 18 | 18 | 0   | 16  |
| 6   | Quintero Unido    | 16 | 4  | 8  | 4  | 15 | 17 | -2  | 16  |
| 7   | Deportes Linares  | 16 | 4  | 6  | 6  | 14 | 15 | -1  | 14  |
| 8   | Iván Mayo         | 16 | 4  | 6  | 8  | 21 | 24 | -3  | 14  |
| 9   | General Velásquez | 16 | 3  | 4  | 9  | 13 | 28 | -15 | 10  |

|  | Clasifica a Liguilla Ascenso Norte. |
|  | Desciende a Tercera División.       |

### Liguilla Ascenso Norte
| Pos | Equipo           | PJ | PG | PE | PP | GF | GC | Dif | Pts |
| --- | ---------------- | -- | -- | -- | -- | -- | -- | --- | --- |
| 1   | Unión La Calera  | 3  | 3  | 0  | 0  | 6  | 2  | +4  | 6   |
| 2   | Curicó Unido     | 3  | 1  | 0  | 2  | 6  | 6  | 0   | 2   |
| 3   | Super Lo Miranda | 3  | 1  | 0  | 2  | 3  | 3  | 0   | 2   |
| 4   | Unión Santa Cruz | 3  | 1  | 0  | 2  | 3  | 7  | -4  | 2   |

La Liguilla se disputó en tres reuniones dobles en Rancagua, Viña del Mar, y el estadio Santa Laura de Santiago.

### Zona Sur
| Pos | Equipo                | PJ | PG | PE | PP | GF | GC | Dif | Pts |
| --- | --------------------- | -- | -- | -- | -- | -- | -- | --- | --- |
| 1   | Deportes Concepción   | 16 | 9  | 4  | 3  | 20 | 8  | 12  | 22  |
| 2   | Deportes Puerto Montt | 16 | 7  | 3  | 6  | 13 | 14 | -1  | 17  |
| 3   | Malleco Unido         | 16 | 7  | 2  | 7  | 20 | 18 | 2   | 16  |
| 4   | Lota Schwager         | 16 | 6  | 4  | 6  | 18 | 17 | 1   | 16  |
| 5   | Iberia                | 16 | 6  | 4  | 6  | 16 | 15 | 1   | 16  |
| 6   | Deportes Valdivia     | 16 | 5  | 5  | 6  | 18 | 21 | -3  | 15  |
| 7   | Deportes Victoria     | 16 | 4  | 6  | 6  | 26 | 27 | -1  | 14  |
| 8   | Provincial Osorno     | 16 | 5  | 4  | 7  | 13 | 18 | -5  | 14  |
| 9   | Deportes Laja         | 16 | 5  | 4  | 7  | 14 | 20 | -6  | 14  |

|  | Final por el Campeonato. Asciende a Primera División. |
|  | Descenso suspendido                                   |
|  | Desciende a Tercera División.                         |

### Liguilla Ascenso Sur
No se disputó ya que Deportes Concepción ganó el grupo directamente
tras aventajar por al menos cuatro puntos al segundo clasificado.

## Final por el campeonato
| Partido de Ida; 25 de noviembre de 1984 | Unión La Calera                            | 3:0 | Deportes Concepción | Nicolás Chahuán Nazar, La Calera                          |                                                           |
|                                         | Héctor Román 67', 87' · Manuel Miranda 84' |     |                     | Asistencia: 4.934 espectadores Árbitro(s): Sergio Vásquez | Asistencia: 4.934 espectadores Árbitro(s): Sergio Vásquez |

| Partido de Vuelta; 1 de diciembre de 1984 | Deportes Concepción        | 2:2 | Unión La Calera                        | Municipal de Concepción, Concepción                      |                                                          |
|                                           | González 24' · Alarcón 78' |     | Héctor Román 39' · Juan Santibáñez 65' | Asistencia: 4.986 espectadores Árbitro(s): Gastón Castro | Asistencia: 4.986 espectadores Árbitro(s): Gastón Castro |

| Bandera de Chile            |
| Campeón Unión La Calera     |
| Asciende a Primera División |